# Сказки золотого века
«Сказки золотого века» (рум. Amintiri din epoca de aur) — румынский киноальманах, снятый в 2009 году по сценарию Кристиана Мунджиу. Лента состоит из шести комедийных историй, представляющих собой городские легенды эпохи позднего режима Чаушеску, прозванного коммунистической пропагандой «золотым веком». Картина принимала участие в программе «Особый взгляд» Каннского кинофестиваля и конкурсной программе Варшавского кинофестиваля.

## Эпизоды
| Номер | Данные | Сюжет |
| ----- | --- | --- |
| 1     | «Легенда об официальном визите» (рум. Legenda Activistului în Inspectie); Александру Поточан — секретарь; Теодор Корбан — председатель; Эмануэль Парву — партийный инспектор        | Румынское село готовится к встрече иностранной делегации: готовятся стяги и плакаты, с окрестностей собирается лучший скот и т.д. Для проверки готовности приезжает партийная инспекция. В этот момент становится известно, что делегация должна двигаться по другому маршруту. Председатель села приглашает гостей к столу, а затем все отправляются кататься на ярмарочной карусели...          |
| 2     | «Легенда о партийном фотографе» (рум. Legenda Fotografului Oficial); Аврам Бирау — фотограф; Пауль Дунка — помощник фотографа; Виорел Команичи — партийный секретарь                | Фотограф партийной газеты получает задание снять момент встречи Чаушеску с французским президентом. Фотографии, однако, выходят неудачными, запечатлев Чаушеску с шапкой в руках. Получив указание отретушировать их, фотограф добавляет шапку на голову румынского лидера, но забывает убрать головной убор в его руках...                                                                       |
| 3     | «Легенда о партийном активисте» (рум. Legenda Politrucului Zelos); Калин Кирила — партийный активист; Ромео Тудор — пастух                                                          | Ревностный партийный активист отправляется в глухое село, чтобы поднимать уровень грамотности населения. Собрав всех неграмотных от мала до велика, он обнаруживает, что лишь один пастух всячески отказывается учиться. Попытки последнего откупиться местной продукцией также не удаются: активист намерен во что бы то ни стало добиться своего...                                             |
| 4     | «Легенда о жадном милиционере» (рум. Legenda Milițianului Lacom); Ион Сапдару — милиционер Алекса; Вирджиния Миря — жена милиционера; Габриэл Спахиу — сосед; Ингрид Бису — Вивиана | Перед Рождеством деревенские родственники привозят городскому милиционеру живую свинью. Её надо умертвить, но так, чтобы соседи по дому ничего не узнали. По предложению сына-школьника милиционер запирает свинью на кухне и открывает газовый баллон... |
| 5     | «Легенда о продавцах воздуха» (рум. Legenda Vânzătorilor de Aer); Диана Каваллиоти — Крина; Раду Якобан — Буги                                                                      | Старшеклассница узнаёт от друга о лёгком способе заработать: надо ходить по квартирам под видом санитарной инспекции и просить наполнить стеклянные бутылки образцами воздуха. Полученные бутылки можно сдать в пункте приёма стеклотары. Девушка начинает придумывать способы увеличить доход, внося модификации в эту простую схему...                                                          |
| 6     | «Легенда о курах» (рум. Legenda Şoferului de Găini); Влад Иванов — Григоре; Таня Попа — Камелия; Лилиана Мокану — Маруся                                                            | Водитель занимается перевозкой кур с птицефабрики в морской порт. В кафе на трассе он знакомится с симпатичной хозяйкой и помогает ей с некоторыми дефицитными продуктами. Застряв однажды на ночь, на следующее утро он обнаруживает, что перевозимые куры снесли огромное количество яиц. Женщина с прибылью продаёт столь дефицитный товар. Вот только представится ли ещё раз такой случай?.. |